# Statul Akwa Ibom
Akwa Ibom este un stat  în Nigeria. Reședința sa este orașul Uyo.